# PlusCity

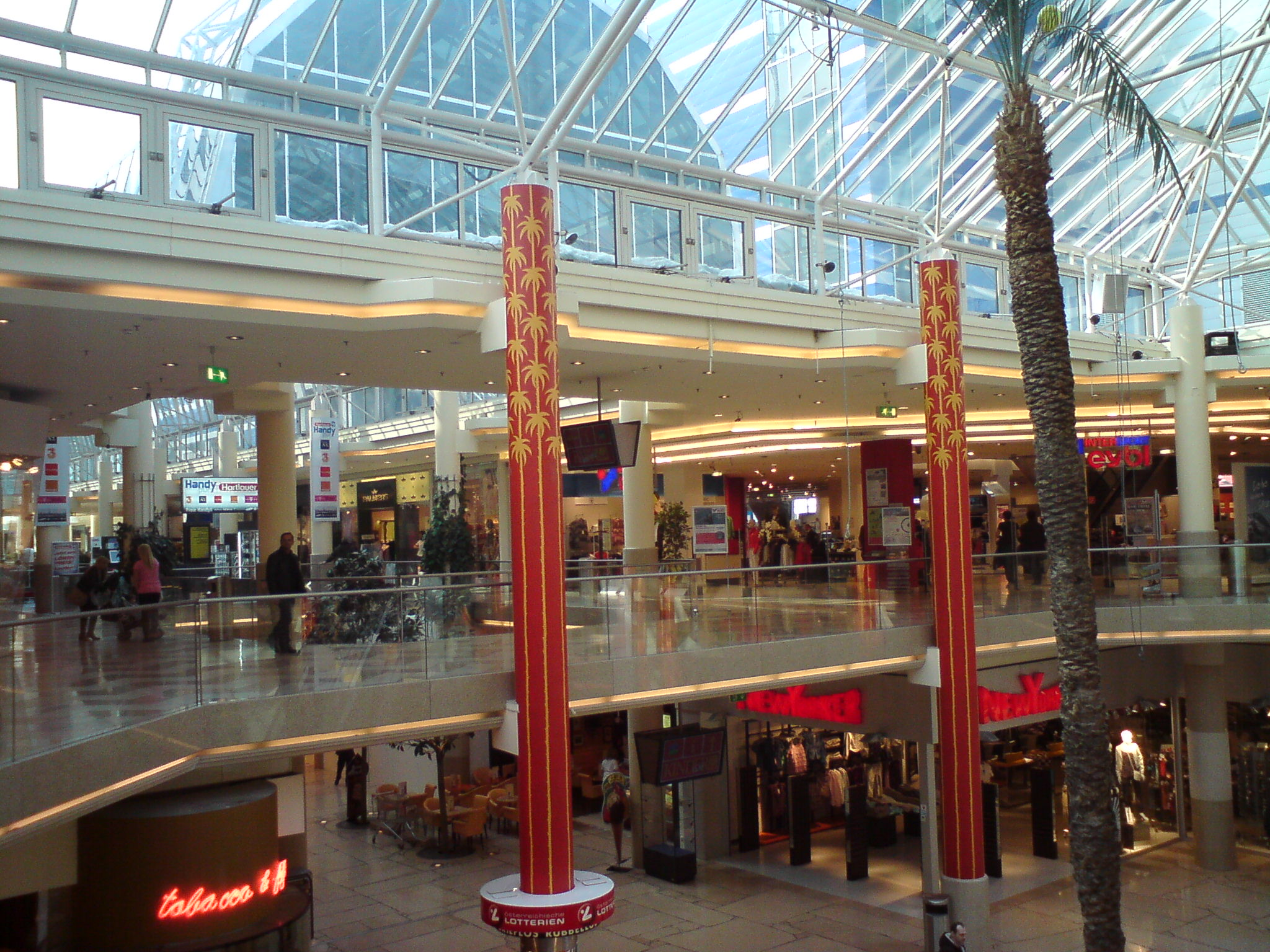
Plus City im Inneren (Palmenplatz vor Umbau)

Die PlusCity ist ein Einkaufszentrum in Pasching in Oberösterreich. Es liegt an der als Einkaufsmeile bekannten Kremstal Straße (B139) südwestlich von Linz und wurde am 19. Oktober 1989 eröffnet.
Gemessen an der Verkaufsfläche von etwa 70.000 m² ist die PlusCity das größte Einkaufszentrum in Oberösterreich und gemeinsam mit dem G3 Shopping Resort Gerasdorf das viertgrößte Österreichs, nach der SCS, dem Donau Zentrum und der Shopping City Seiersberg. Die PlusCity beherbergt insgesamt 220 Betriebe und bietet 2.100 Beschäftigten Arbeit. Es stehen 5.000 Parkplätze zur Verfügung. Die Kundenfrequenz beträgt durchschnittlich 20.000 Personen pro Tag.
Das Einkaufszentrum ging aus dem Plus Kaufland hervor, einem zur Pfeiffer Gruppe gehörenden Kaufhaus. In mehreren Bauetappen wurde aus dem Kaufhaus ein Einkaufszentrum. Das ursprüngliche Plus Kaufland im Erdgeschoss wurde mittlerweile von Spar übernommen und in einen Interspar-Markt umgewandelt.
Die Mall wurde ab 2015 um etwa 140 Millionen Euro ausgebaut. Im Zuge des Umbaus wurde das Kino Hollywood Megaplex direkt in das Einkaufszentrum verlegt und das zuvor genutzte Gebäude abgerissen, um ein zusätzliches Parkhaus zu errichten. Die Neueröffnung fand Ende August 2016 statt.